# Gyaji Kang
Der Gyaji Kang (auch Gyajikang) ist ein 7038 m hoher Berg im Himalaya in Nepal.
Der Gyaji Kang befindet sich im Peri Himal im Distrikt Manang der Verwaltungszone Gandaki, 8 km von der tibetischen Grenze entfernt. Der Manaslu liegt 25 km in Richtung Südsüdost. 
An der Südflanke strömt der Lypachegletscher, an der Nordflanke der Pangrigletscher. Der Gyaji Kang befindet sich im Einzugsgebiet des Marsyangdi.
Die Erstbesteigung des Gyaji Kang fand im Jahr 1994 statt.